# Обильненское сельское муниципальное образование
Оби́льненское се́льское муниципа́льное образова́ние — сельское поселение в Сарпинском районе Калмыкии. Административный центр — село Обильное.

## География
СМО расположено в южной части Сарпинского района в пределах Ергенинской возвышенности.
Обильненское СМО граничит:
- на северо-западе — с Кануковским и Уманцевским СМО;
- на севере — с Кировским СМО;
- на востоке — с Аршаньзельменским СМО;
- на юге — с Кетченеровским СМО Кетченеровского района Калмыкии;
- на юго-западе — с Заветинским районом Ростовской области.

Восточной границей СМО служит федеральная автодорога Волгоград — Элиста (Р-22).

## История
Современные границы СМО установлены Законом Республики Калмыкия от 27 февраля 2003 года № 101-II-З «Об установлении границ территории Обильненского сельского муниципального образования Республики Калмыкия».

## Население
| 2002  | 2010  | 2011  | 2012  | 2013  | 2014  | 2015  |
| ----- | ----- | ----- | ----- | ----- | ----- | ----- |
| 1259  | ↘1181 | ↗1182 | ↘1168 | ↘1147 | ↘1126 | ↘1089 |
| 2016  | 2017  | 2018  | 2019  | 2020  | 2021  |       |
| ↘1045 | ↘1024 | ↘989  | ↘946  | ↘920  | ↘757  |       |

Население распределено на территории поселения неравномерно. 99,2 % населения СМО проживает в селе Обильное. Плотность населения в СМО составляет 2,3 чел./км². Их общего количества населения — 1,18 тыс. чел., население моложе трудоспособного возраста составляет 0,25 тыс. чел., (21,2 %), в трудоспособном возрасте — 0,66 тыс. чел. (55,9 %), старше трудоспособного возраста — 0,27 тыс. чел. (22,9 %). Отмечается естественная убыль — 1 чел./год на 1000 жителей. Соотношение мужчин и женщин составляет, соответственно, 49,8 % и 50,2 % (преобладает женское население). Национальный состав: калмыки — 0,9 %, русские — 83,8 %, другие национальности — 15,3 %.

## Состав сельского поселения
| № | Населённый пункт | Тип населённого пункта       | Население |
| - | ---------------- | ---------------------------- | --------- |
| 1 | Листа            | посёлок                      | ↗19       |
| 2 | Обильное         | село, административный центр | ↘1163     |

## Экономика
Основной отраслью экономики является сельское хозяйство. Ведущим сельскохозяйственным предприятием в СМО является СПК «Исток-1», специализирующееся на растениеводстве (основной профиль) и животноводстве. Кроме того, хозяйственную деятельность (сельскохозяйственное производство) со специализацией на животноводстве (преимущественно) и растениеводстве в СМО ведут 10 КФХ.